# 鍾天緯
鍾 天緯（しょう てんい、Zhong Tianwei、1840年 - 1900年）、字は鶴笙。清末の翻訳家。
上海金山亭林鎮出身。1872年、上海の広方言館に入学して語学を学び、後に山東機械局翻訳館に勤務する。1880年、ヨーロッパを歴訪し、各国の政治・経済・文化を視察した。帰国後、江南製造局翻訳館に入り数十種類の書物を翻訳した。特に科学技術方面では、イギリス人ジョン・フライヤー（傅蘭雅）らとともに英語の科学技術書を訳し、『鋳銭説略』『考工紀要』『西国近事類編』『工程致富』『英美水師表』などを残している。著書に『刖足集』、編書に『格致説』『格致之学中西異同論』『中西学術源流論』などがあり、これは中国と西洋の文化比較研究の先駆となるものであった。